# Maria Damanaki

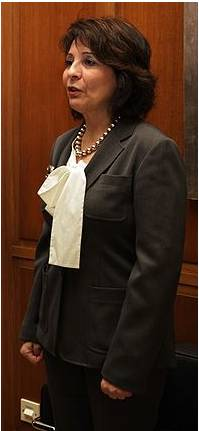
Maria Damanaki

Maria Damanaki (griechisch Μαρία Δαμανάκη, * 18. Oktober 1952 in Agios Nikolaos (Kreta)) ist eine griechische Politikerin (PASOK). Sie war von 2010 bis 2014 EU-Kommissarin für maritime Angelegenheiten und Fischerei.

## Biografie
Damanaki schloss ein Studium des Chemieingenieurwesens an der Nationalen Technischen Universität in Athen 1975 ab. Während ihres Studiums war sie aktiv im Widerstand gegen die Griechische Militärdiktatur tätig. Beim Studentenaufstand 1973 war sie die Stimme des Radiosenders „Edo Politechnio“. Sie war zeitweise inhaftiert und wurde gefoltert.

## Politische Laufbahn
Nach dem Sturz der Diktatur wurde sie 1977 als jüngste Abgeordnete ins griechische Parlament gewählt, dem sie bis 1993 zunächst für die kommunistische KKE, später für den Synaspismos angehörte. Seit 1991 war sie Vorsitzende des Synaspismos, trat jedoch vom Parteivorsitz zurück, nachdem die Partei 1993 an der 3-%-Hürde gescheitert war. 1994 unterlag sie bei der Wahl des Athener Bürgermeisters als Kandidatin eines linken Wahlbündnisses dem Kandidaten der Nea Dimokratia, Dimitris Avramopoulos. Von 2000 bis 2003 gehörte sie wieder dem Parlament an, trat jedoch 2003 aus dem Synaspismos aus und gab ihr Mandat auf. 2004 trat sie der PASOK bei und wurde für diese bei den Parlamentswahlen 2004, 2007 und 2009 wiedergewählt. Von Februar 2010 bis 2014 war sie Mitglied der Europäischen Kommission, wo sie für das Ressort Fischerei und maritime Angelegenheiten zuständig war. Derzeit ist sie Global Managing Director for Oceans bei The Nature Conservancy.

## Fischereipolitik
Gleich nach ihrer Amtsübernahme versetzte Damanaki den zuvor einflussreichen EU-Beamten Cesar Deben, dem Kritiker Lobbyarbeit für die spanische Hochseefischerei vorgeworfen hatten. Damanaki kündigte an, die Fangquoten für alle Fischarten so abzusenken, dass sie den Empfehlungen des  Internationalen Rates für Meeresforschung (ICES) im Sinne einer nachhaltigen Nutzung entsprechen. Das stieß sogleich auf den Widerstand von Vertretern der spanischen und der deutschen Fischereibranche und der jeweiligen Ministerien. Dagegen begrüßten Fischereiexperten mehrerer Umweltorganisationen die neue Fischereipolitik.